# Welterbe in Peru

Zum Welterbe in Peru gehören (Stand 2021) 13 UNESCO-Welterbestätten, darunter neun Stätten des Weltkulturerbes, zwei Stätten des Weltnaturerbes und zwei gemischte Kultur- und Naturerbestätten. Peru hat die Welterbekonvention 1982 ratifiziert, die erste Welterbestätte wurde 1983 in die Welterbeliste aufgenommen. Die bislang letzte Welterbestätte in Peru wurde 2021 eingetragen, eine Stätte steht auf der Roten Liste des gefährdeten Welterbes.

## Welterbestätten
Die folgende Tabelle listet die UNESCO-Welterbestätten in Peru in chronologischer Reihenfolge nach dem Jahr ihrer Aufnahme in die Welterbeliste (K – Kulturerbe, N – Naturerbe, K/N – gemischt, (R) – auf der Roten Liste des gefährdeten Welterbes).
| Bild                                            | Bezeichnung                                        | Jahr | Typ   | Ref. | Beschreibung |
| ----------------------------------------------- | -------------------------------------------------- | ---- | ----- | ---- | --- |
| Stadt Cusco                                     | Stadt Cusco                                        | 1983 | K     | 273  | |
| Historische Stätte Machu Picchu                 | Historische Stätte Machu Picchu (Lage)             | 1983 | K/N   | 274  | Machu Picchu ist eine gut erhaltene Ruinenstadt in Peru. Die Inkas erbauten die Stadt im 15. Jahrhundert in 2360 Metern Höhe auf einem Bergrücken. |
| Heiligtum von Chavín de Huántar                 | Heiligtum von Chavín de Huántar                    | 1985 | K     | 330  | |
| Nationalpark Huascarán                          | Nationalpark Huascarán                             | 1985 | N     | 333  | |
| Ruinenstadt Chan Chan                           | Ruinenstadt Chan Chan (Lage)                       | 1986 | K (G) | 366  | |
| Nationalpark Manú                               | Nationalpark Manú                                  | 1987 | N     | 402  | |
| (weitere Bilder)                                | Altstadt von Lima mit Franziskanerkloster          | 1988 | K     | 500  | Historischer Stadtkern der Hauptstadt Lima mit dem Kloster San Francisco |
| Nationalpark Río Abiseo                         | Nationalpark Río Abiseo                            | 1990 | K/N   | 548  | |
| Linien und Bodenzeichnungen von Nasca und Palpa | Linien und Bodenzeichnungen von Nasca und Palpa    | 1994 | K     | 700  | |
| Historisches Stadtzentrum von Arequipa          | Historisches Stadtzentrum von Arequipa             | 2000 | K     | 1016 | Historischer Stadtkern der Stadt Arequipa |
| Heilige Stadt Caral-Supe                        | Heilige Stadt Caral-Supe                           | 2009 | K     | 1269 | |
| Qhapaq Ñan, Anden-Straßensystem                 | Qhapaq Ñan, Anden-Straßensystem                    | 2014 | K     | 1459 | Die Anden-Hauptstraße Qhapaq Ñan war Teil des Inka-Straßensystems in Südamerika. Sie war die Hauptverbindung in Nord-Süd-Richtung und erstreckte sich über mehr als 6000 Kilometer. (grenzübergreifend mit Ecuador, Chile, Kolumbien, Bolivien und Argentinien, umfasst in Peru 54 Einzelstätten) |
| Überreste der Anlagen (weitere Bilder)          | Archäoastronomischer Komplex von Chanquillo (Lage) | 2021 | K     | 1624 | Ältestes bekanntes Sonnenobservatorium der Prä-Inka-Kulturen, in der Wüste bei Casma |

## Tentativliste
In der Tentativliste sind die Stätten eingetragen, die für eine Nominierung zur Aufnahme in die Welterbeliste vorgesehen sind.

### Aktuelle Welterbekandidaten
Derzeit (2023) sind 24 Stätten in der Tentativliste von Peru eingetragen, die letzte Eintragung erfolgte im Januar 2023. Die folgende Tabelle listet die Stätten in chronologischer Reihenfolge nach dem Jahr ihrer Aufnahme in die Tentativliste.
| Bild                                                                   | Bezeichnung                                                            | Jahr | Typ | Ref. | Beschreibung |
| ---------------------------------------------------------------------- | ---------------------------------------------------------------------- | ---- | --- | ---- | --- |
| Historisches Zentrum von Trujillo                                      | Historisches Zentrum von Trujillo                                      | 1996 | K   | 510  | Historischer Stadtkern der Stadt Trujillo |
| Historisches Zentrum von Cajamarca                                     | Historisches Zentrum von Cajamarca                                     | 2002 | K   | 1646 | Historischer Stadtkern der Stadt Cajamarca |
| Titicacasee                                                            | Titicacasee (Lage)                                                     | 2005 | K/N | 5080 | |
| Minenkomplex von Santa Bárbara                                         | Minenkomplex von Santa Bárbara                                         | 2017 | K   | 6263 | |
| Archäologischer Komplex von Marcahuamachuco                            | Archäologischer Komplex von Marcahuamachuco                            | 2019 | K   | 6409 | |
| Archäologischer Komplex von Toro Muerto                                | Archäologischer Komplex von Toro Muerto                                | 2019 | K   | 6408 | |
| Barocke Tempel von Collao                                              | Barocke Tempel von Collao                                              | 2019 | K   | 6410 | 8 Kirchen: San Francisco de Asis in Ayaviri, San Jeronimo in Asillo, Santiago Apostol in Lampa, San Carlos in Puno, San Pedro Martir und Santa Cruz de Jerusalen in Juli, Santiago Apostol in Pomata und San Pedro in Zepita |
| Schlachtfeld von Ayacucho                                              | Schlachtfeld von Ayacucho                                              | 2019 | K   | 6413 | |
| Zeremonielle Zentren und Wälder im Flusstal des Río La Leche           | Zeremonielle Zentren und Wälder im Flusstal des Río La Leche           | 2019 | K/N | 6419 | Zur Nominierung gehören die Pyramiden von Túcume und der Bosque de Pómac |
| Chachapoyas-Stätten des Utcubamba-Flusstals                            | Chachapoyas-Stätten des Utcubamba-Flusstals                            | 2019 | K   | 6411 | Acht vorkoloniale Stätten des Volkes der Chachapoya am Río Utcubamba: Ollape, Yalape, Macro, Olán, Revash, Karajia und Kondorsee. Kuelap stand bereits seit 2011 auf der Tentativliste.                                      |
| Kulturlandschaft des Sondondo-Flusstals                                | Kulturlandschaft des Sondondo-Flusstals                                | 2019 | K   | 6417 | Hochplateau von Cabana, Sondondo-Terrassen sowie Negro-Mayo-Terrassen und Bofedales |
| Reserva Nacional Sistema de Islas, Islotes y Puntas Guaneras (RNSIIPG) | Reserva Nacional Sistema de Islas, Islotes y Puntas Guaneras (RNSIIPG) | 2019 | N   | 6422 | 23 Küstenabschnitte und Inseln entlang Perus. Die Reserva Nacional de Paracas stand bereits 1984–1991 auf der Tentativliste.                                                                                                 |
| Santuario Nacional de Huayllay                                         | Santuario Nacional de Huayllay                                         | 2019 | N   | 6421 | |
|                                                                        | Lagunen von Las Huaringas                                              | 2019 | K   | 6415 | |
| Nasca-Aquädukte                                                        | Nasca-Aquädukte                                                        | 2019 | K   | 6407 | |
|                                                                        | Paläontologische Stätten von Pisco und dem Camana-Becken               | 2019 | N   | 6418 | |
| Peruanische Zentralbahn                                                | Peruanische Zentralbahn                                                | 2019 | K   | 6416 | Strecke von Port of Callao und Lima |
| Ländliche Tempel von Cuzco                                             | Ländliche Tempel von Cuzco                                             | 2019 | K   | 6406 | 10 verschiedene Tempel rund um Cuzco |
| Salzpfannen von Maras                                                  | Salzpfannen von Maras                                                  | 2019 | K   | 6412 | |
| Nationalpark Sierra del Divisor                                        | Nationalpark Sierra del Divisor                                        | 2019 | N   | 6420 | |
| Das Lomas-System an Perus Küste                                        | Das Lomas-System an Perus Küste                                        | 2019 | N   | 6424 | Reserva Nacional de Lachay, Zona Reservada de Ancón, Área de Conservación Privada Lomas de Atiquipa |
| Winzereien und Weinberge der traditionellen Pisco Produktion           | Winzereien und Weinberge der traditionellen Pisco Produktion           | 2019 | K   | 6414 | 14 verschiedene Produktionsstätten, davon 13 rund um Ica |
| Landschaftsschutzgebiet Sub Cuenca del Cotahuasi                       | Landschaftsschutzgebiet Sub Cuenca del Cotahuasi                       | 2019 | N   | 6423 | |
| Real Felipe Festung von Callao                                         | Real Felipe Festung von Callao                                         | 2023 | K   | 6647 | |

### Ehemalige Welterbekandidaten
Diese Stätten standen früher auf der Tentativliste, wurden jedoch wieder zurückgezogen oder von der UNESCO abgelehnt. Stätten, die in anderen Einträgen auf der Tentativliste enthalten oder Bestandteile von Welterbestätten sind, werden hier nicht berücksichtigt.
| Bild                                   | Bezeichnung                                   | Jahr      | Typ | Ref. | Beschreibung |
| -------------------------------------- | --------------------------------------------- | --------- | --- | ---- | --- |
| Archäologischer Komplex von Pachacámac | Archäologischer Komplex von Pachacámac (Lage) | 1996–2019 | K   | 512  | |
| Inka-Straßensystem                     | Inka-Straßensystem                            | 2001–2019 | K   | 1578 | Straßensystem der Inka zwischen Quito (Ecuador) im Norden und Santiago (Chile) bzw. Mendoza (Argentinien) im Süden. Qhapaq Ñan, die Hauptachse dieses Straßensystems, ist seit 2014 eine eigene Welterbestätte. |